# Balrog
Los Balrogs son criaturas demoníacas ficticias pertenecientes al legendarium de J. R. R. Tolkien, que tienen la habilidad de controlar el fuego y otros poderes del mal. Aparecieron por primera vez en su novela de alta fantasía El Señor de los Anillos, donde la Comunidad del Anillo encuentra a un Balrog conocido como el «Daño de Durin» en las Minas de Moria. Los Balrogs también figuran en El Silmarillion, donde están representados como seres altos y amenazantes que pueden cubrirse de fuego, oscuridad y sombras. Están armados con látigos de fuego «de muchas correas» y, ocasionalmente, usan espadas largas.
En la concepción posterior de Tolkien, los Balrogs no podían ser vencidos fácilmente; se requería cierta estatura por parte del héroe aspirante. Solo los dragones rivalizaban con su capacidad de destrucción y ferocidad; durante la Primera Edad de la Tierra Media, estaban entre las fuerzas más temidas de Morgoth. Su poder provenía de haber sido antes Maiar, seres angelicales como los Valar, aunque de menor poder. Tolkien inventó el nombre «Balrog» y le dio una etimología propia en sindarin, una de las lenguas que inventó. Es posible que haya tomado la idea de un demonio de fuego llamado sigelwara en inglés antiguo, idioma que estudió con dedicación en la década de 1930. Los Balrogs aparecen en las adaptaciones cinematográficas de El Señor de los Anillos de Ralph Bakshi y Peter Jackson, en la serie Los Anillos de Poder, y en videojuegos basados en la Tierra Media.

## Contexto
Según la mitología de El Silmarillion Melkor, el Valar malvado, que luego sería Morgoth, corrompió a los Maiar, seres angélicos, y los puso a su servicio como Balrogs en los días de su esplendor, antes de la creación de Arda. Luego del surgimiento de los elfos, los Valar capturaron a Melkor y destruyeron sus fortalezas, Utumno y Angband, pero olvidaron sus fosas más profundas, donde, junto con otros aliados de Melkor, los Balrogs hallaron su escondite. Cuando el villano retornó a la Tierra Media desde Valinor, la araña gigante Ungoliant lo atacó, y sus gritos alertaron a los Balrogs para rescatar a su señor.
El nombre Balrog es una palabra sindarin que significa "demonio de poder", siendo Valarauko su versión en quenya. (Vala, significa "poder", rauko[r], demonio) Aunque su primera aparición expresa fue en la novela El Señor de los Anillos, existen menciones en El Silmarillion.

## Descripción

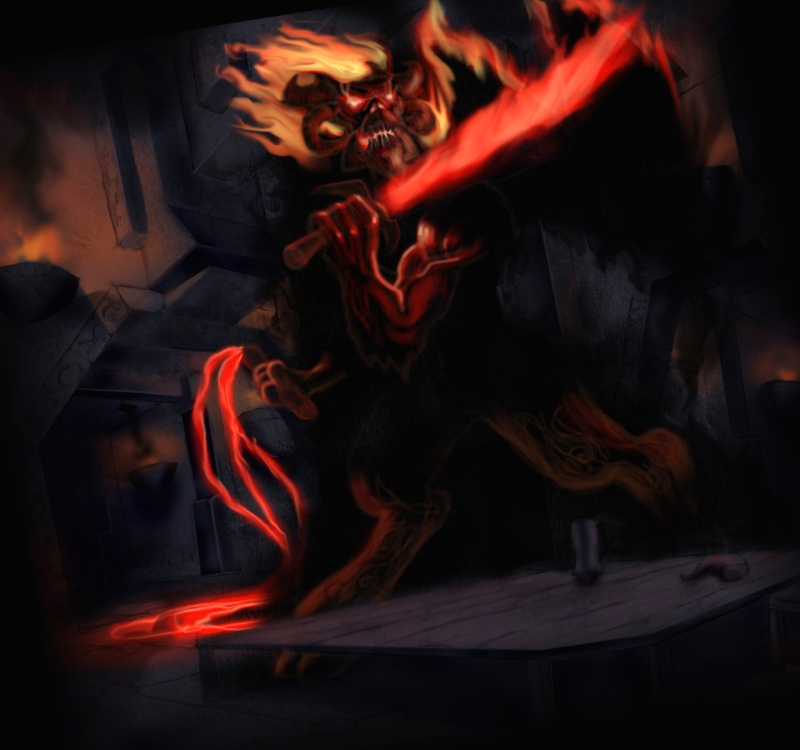
El Balrog que se encontró en Moria.

Los balrogs son Maiar al servicio de Melkor descritos como enormes y amenazantes humanoides, con la habilidad de controlar el fuego, la oscuridad y las sombras. Inducían terror en enemigos y aliados por igual, y la sola mención de su nombre hacía temer a los más valerosos guerreros. Solían estar armados con látigos ígneos de varias puntas, y a veces con enormes espadas de fuego. Se deja entrever en los libros de Tolkien que los balrogs eran terriblemente poderosos, ya que requerían un esfuerzo colosal para ser destruidos; solo los dragones podían rivalizar con ellos en ferocidad y destrucción.
Se mencionan en el El Silmarillion de la siguiente manera:
"Y en Utumno reunió a sus demonios, los espíritus que se le unieron desde un principio en los días de esplendor y que más se le asemejaban en corrupción: sus corazones eran de fuego; pero un manto de tinieblas los cubría, y el terror iba delante de ellos; tenían látigos de llamas. Balrogs se los llamó en la Tierra Media en días posteriores. Y en ese tiempo oscuro Melkor creó muchos otros monstruos de distintas formas y especies que durante mucho tiempo perturbaron el mundo; y el reino fue extendiéndose hacia el sur por sobre la Tierra Media."
Aunque en los libros se deja ver poco de la inteligencia y motivaciones de los balrogs, puede suponerse que poseerían no sólo plena inteligencia, sino también grandes intelectos, debido a su pasado Maia. Los balrogs fueron probablemente los únicos subordinados de Melkor con genuina lealtad hacia su señor, como se vio cuando lo rescataron de Ungoliant.

## Historia

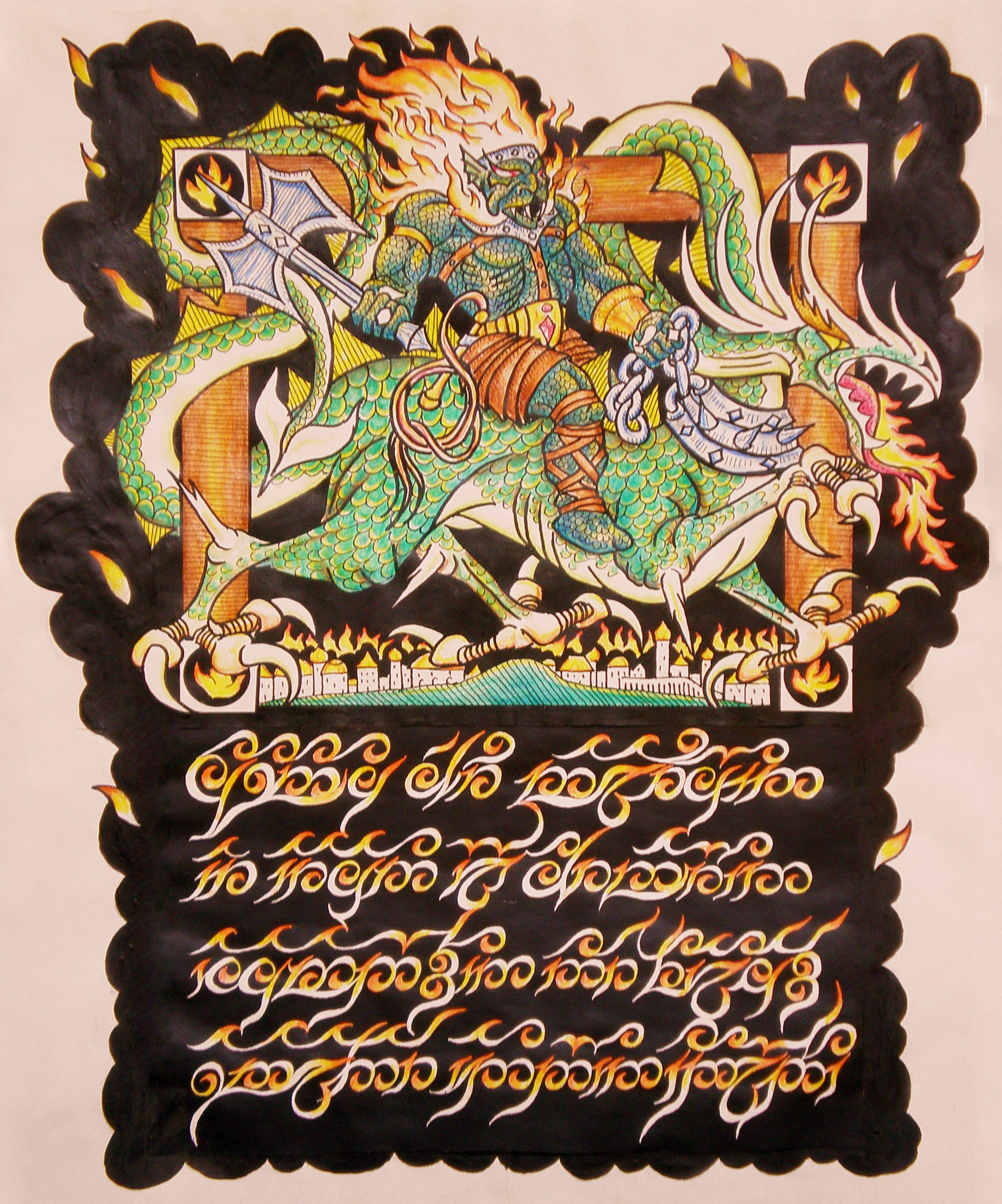
Gothmog, el Señor de los Balrogs.

Los Balrogs fueron originalmente Maiar, de la misma raza que Saruman y Gandalf, pero fueron seducidos por Melkor, que los corrompió bajo su servicio en los días de esplendor después de la creación de Arda.
Al final de la Edad de las Lámparas, los Valar capturaron a Melkor y destruyeron Utumno, haciendo huir a los Balrogs, los cuales se ocultaron en profundas simas y abismos. Cuando Melkor volvió de Valinor, ahora bajo el nombre de Morgoth, y fue atacado por la criatura arácnida Ungoliant en la costa helada de Lammoth, en Beleriand, los Balrogs despertaron y ayudaron a su amo, espantando a la araña.
Cuando los Noldor llegaron a Beleriand en persecución de Morgoth, consiguieron la victoria contra los orcos en la Dagor-nuin-Giliath. Sin embargo, cuando las fuerzas de Fëanor intentaron tomar Angband, los Balrogs irrumpieron y el líder de ellos, Gothmog, hirió mortalmente a Fëanor. Aunque sus hijos pusieron en fuga a los Balrogs, Fëanor murió poco después.
En Las baladas de Beleriand, La balada de Leithian, se menciona que los Balrogs capitaneaban orcos. Tolkien dice que como mínimo dos Balrogs fueron abatidos en la caída de Gondolin. Durante el asalto a la ciudad, Ecthelion de la Fuente luchó contra Gothmog y ambos murieron, mientras que Glorfindel se enfrentó a otro Balrog cuando intentaban escapar del sitio, cayendo Glorfindel y él a un hondo abismo, donde ambos murieron. 

### El 'Daño de Durin'
En la Guerra de la Cólera con la que finalizó la Primera Edad, la mayoría de los Balrogs fueron destruidos, aunque al menos uno, el conocido como 'Daño de Durin', consiguió escapar y refugiarse en las profundidades de la tierra. En el año 1980 de la Tercera Edad los Enanos de Khazad-dûm cavaron tan profundamente que despertaron a la criatura, que mató a Durin VI y su hijo Náin I y forzó a los Enanos a abandonar Moria. El año 3019, la Comunidad del Anillo se aventuró en Moria y fueron atacados por orcos y el Balrog en la Cámara de Mazarbul. Gandalf se enfrentó al balrog en el Puente de Khazad-dûm, el cual se derrumbó con ambos encima y cayeron a una profunda sima. Pero, a diferencia del duelo de Glorfindel, los contendientes sobrevivieron a dicha caída y prolongaron su duelo a través de los túneles de Moria hasta que Gandalf fue capaz de abatirle.

## Apariencia
A pesar de numerosas interpretaciones de la apariencia del Balrog, Tolkien mismo nunca clarificó enteramente su apariencia exacta. No está claro si el Balrog retuvo la habilidad de cambiar forma de los Maiar, o cuál era la forma exacta de aquel que encontró la Comunidad. Especialmente, nunca estuvo claro cuán grande era, o si fue vislumbrado como una criatura alada o no; de hecho, el Balrog de la adaptación de Peter Jackson no es del todo acorde al legendarium de Tolkien, debido a la falta de información sobre su fisonomía.

### ¿Alados o no?
El debate sobre sus alas proviene del capítulo titulado «El puente de Khazad-dûm» de La Comunidad del Anillo. Hay dos referencias en él. 

Su enemigo se paró de nuevo, enfrentándolo, y la sombra alrededor aparecieron como dos vastas alas [...]. De pronto se desplegó a gran altura, y sus alas se extendían de pared a pared...
La Comunidad del Anillo, libro segundo, capítulo 5: «El puente de Khazad-dûm»

De estos dos breves pasajes, no está claro si la referencia a las alas debe ser tomada metafórica o literalmente, si las alas de sombra están de hecho ahí y podían soportar a la criatura en vuelo, si las sombras del balrog simplemente parecían alas, o si se pretendía que fuera una alusión a su amenazadora naturaleza. Hay otras menciones de balrogs viajando con «velocidad alada», pero ésta es una expresión común usada ampliamente en los trabajos de Tolkien, así como en otros trabajos literarios. 
Sumado a la confusión, está el hecho de que tanto Gandalf como Glorfindel libraron duelos con balrogs y, en ambos casos, los demonios cayeron desde gran altura y no usaron sus «alas», ni siquiera para planear o para intentar aterrizar de forma controlada. De nuevo, esto puede ser interpretado de varias maneras. Es concebible que las alas no fueron usadas para volar debido a su condición física eventual, es decir, que estuvieran lesionados o exhaustos como resultado del combate, así como que las condiciones del terreno no les permitiera volar, o incluso que sus alas solo fuesen vestigiales.
Adam Tolkien, nieto del escritor, afirmó en una conferencia celebrada en Elche en 2008 que los balrogs sí tenían alas.[cita requerida]

### El tamaño de los balrogs
Incluso el tamaño exacto de los Balrogs es tema de disputa. Tolkien daba un par de indicaciones acerca de esto.

[el Balrog] dio zancadas hasta la fisura, no más que la altura de un hombre y sin embargo el terror parecía ir tras él.
La historia de la Tierra Media, vol. VII (La traición de Isengard), X Las minas de Moria II: El puente

Esto no aparece en la versión publicada de El Señor de los Anillos, así que podría no haber sido prevista como versión definitiva. Pero los otros textos sobre los Balrogs indican que no eran de ninguna gran altura en particular. 
En El Señor de los Anillos, Tolkien nota que una entrada fue hecha de tal tamaño que

....orcos uno detrás del otro brincaron dentro de la cámara... se agruparon en la entrada.
El Señor de los Anillos, Libro segundo, Cap. 5 "El puente de Khazad-dûm"

Tal entrada no parece que sea pasable por una criatura mucho más grande que una de tamaño humano, debido a su capacidad de poder desplazarse por un túnel angosto y no muy alto. También puede sugerir que el Balrog no poseía una naturaleza física tangible, o que estuviese agachado o reptando por el túnel.
Para las adaptaciones fílmicas del libro, ambos temas necesitaban ser resueltos. El Balrog dibujado por Ralph Bakshi para la versión animada de 1978 se asemejaba a un simio o un león alado, no mucho más grande que un humano, pero considerablemente más pesado, y que sí podía volar. La versión de Peter Jackson de La Comunidad del Anillo, lanzada en 2001, apostó por una gran criatura claramente alada; sin embargo, durante la lucha con Gandalf, el Balrog parece incapaz de volar. Esto quizás fue debido a la falta de espacio en el abismo, ya que en un par de ocasiones se ve que el Balrog rebota contra las paredes, denotando tal vez que no había suficiente espacio para extender las alas.

## Creación y evolución literaria

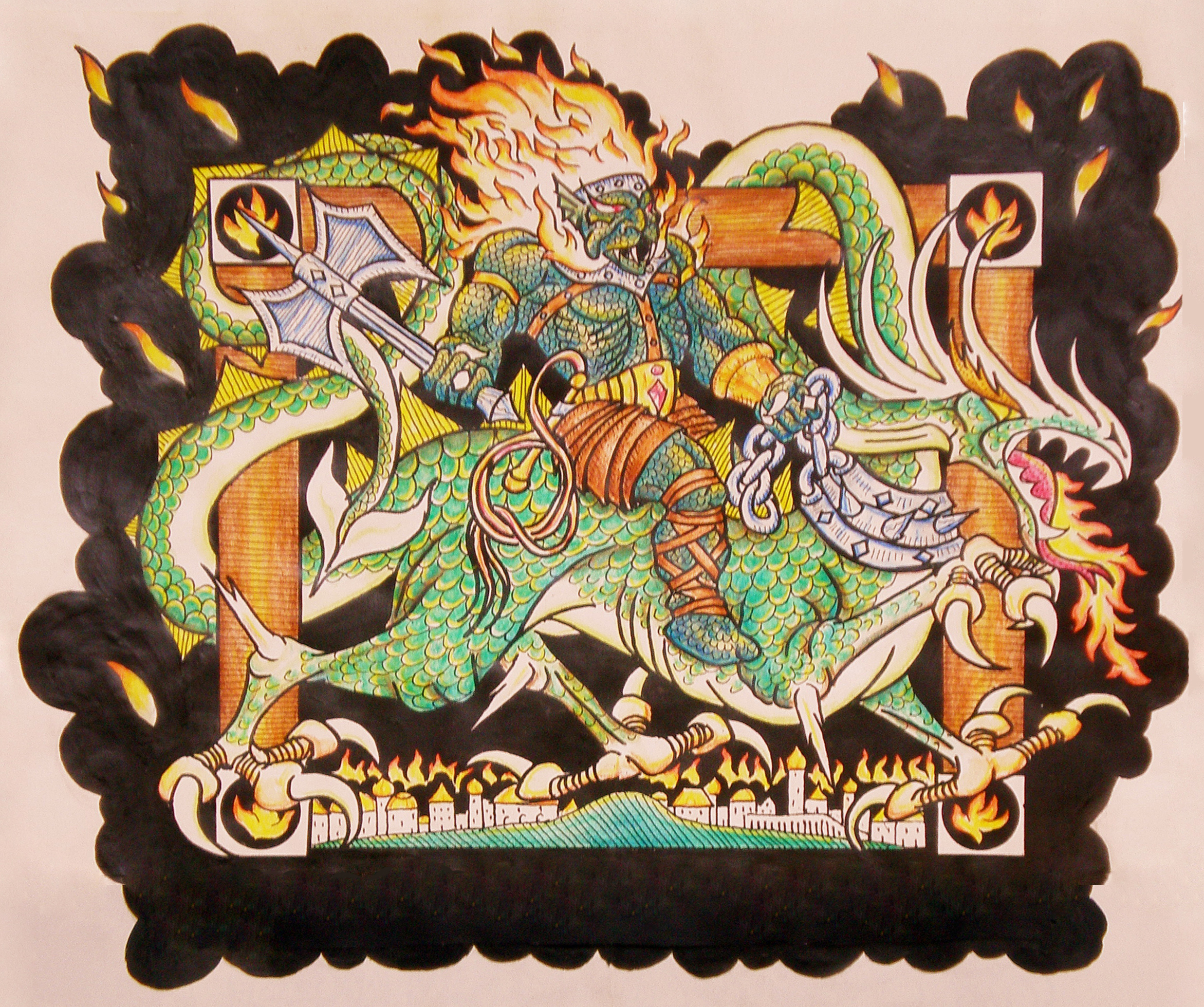
Gothmog, señor de los Balrogs.

En uno de los escritos tempranos de la Tierra Media, Baladas de los hijos de Húrin, "Lungothrin, Señor de los Balrogs" es mencionado. No es, sin embargo, seguro de que haya sido otro nombre para Gothmog, o si simplemente significaba "un Señor Balrog". De acuerdo a Christopher Tolkien, este último es más probable, ya que el nombre Gothmog fue mencionado en los escritos más tempranos sobre la Tierra Media, así también como en la versión final de la mitología de Tolkien.
Los Balrogs fueron originalmente imaginados para ser inmensos en número y no muy resistentes como individuos: 

El concepto original de los Balrog los hace menos terribles, y ciertamente más destruíbles, que sus siguientes descripciones: existieron cientos de ellos (p. 170), y muchos fueron asesinados por Tuor y los habitantes de Gondolin en grandes números: "de esta manera cinco cayeron bajo el gran hacha de Tuor Dramborleg, tres bajo la espada de Ecthelion, y dos veintenas fueron asesinadas por los guerreros de la casa del rey.
— El libro de los cuentos perdidos 2, comentario de Christopher Tolkien en «La caída de Gondolin».

Aparecieron los lobos y las serpientes y cien Balrogs, y luego Glomund el padre de los Dragones
El Camino Perdido, Quenta Silmarillion capítulo 16, §15.

A medida que el legendarium se volvía más formidable e internamente consistente, y los Balrogs más terribles, este número fue reducido bastante. Al final Tolkien estableció que habría "como mucho" siete de ellos: 

Como nota al margen mi padre escribió: 'Se supone que no más de 3 o como máximo 7 existieron en su totalidad.'
El anillo de Morgoth, Sección 2 (AAm*): nota 50 (después de la sección 3)

El número de Balrogs cambió a como máximo 7 en el mismo momento en que se volvieron Maiar en la mente de Tolkien, así que esta nota es la única condición aplicable del número de Balrogs que Tolkien escribió. Sin embargo, a menudo se alude a que éstos presentan grandes números, incluso si no hay una cuenta específica. Para informar de esto, generalmente se plantea que existían dos clases: Balrogs mayores y menores. Hay solo unos pocos Balrogs mayores, como hay también unos pocos Maiar importantes, pero también muchos Balrogs menores que eran la mayoría de las fuerzas de Morgoth.

## Armas y habilidades
Aunque su arsenal es variado, se presentan algunos patrones:
- Poder de usar el fuego como arma, estando rodeados de él.
- Casi todos los Balrogs aparecen descritos con látigos llameantes de muchas colas.
- Posible control de la magia, ya que en el capítulo "El Puente de Khazad-Dûm" Gandalf menciona que el Balrog usó un «contraconjuro» para abrir la puerta que el mago había sellado.[9]
- El Balrog de Moria apareció con una espada de fuego. Por su parte, el Señor de los Balrogs Gothmog portaba un hacha negra, mientras que los miembros de su séquito llevaban mazas del mismo color.

## Otras apariciones del Balrog
- Iron Crown Enterprises presenta un balrog llamado Muar para los productos de su juego de rol de la Tierra Media. Sin embargo, este no es un nombre canónico.
- En las series animadas japonesas Yu-Gi-Oh!, el personaje Alistar usó un monstruo llamado Gorlag, parecido a un balrog, en la segunda parte de su duelo inicial con Seto Kaiba. Este «balrog» es un demonio ardiente con dos cuernos en su cabeza, largas alas de cuero, una cola, y una franja de flamas anaranjadas en su espalda, como pelo.
- Ganon de The Legend of Zelda es a menudo representado como un ser que cuadraría bajo la descripción de un balrog.
- Algunos dicen que el Balrog de las películas de Peter Jackson se asemeja al personaje de Diablo II y los juegos de computadora Diablo. De hecho, uno de los monstruos que aparecen en el «Acto IV» es un demonio rojo de gran tamaño con alas que escupe fuego, cuyo nombre es Balrog.
- En el juego para PC NetHack, los balrogs son uno de los tipos de demonios que se pueden encontrar en los niveles del Gehena.
- Lune de Balrog, uno de los «espectros de Hades» del manga y anime Saint Seiya (Caballeros del Zodiaco) usa un sapuris (‘armadura’) que representa un balrog.
- En el juego de rol Dungeons & Dragons, existen unos demonios llamados Balors, idénticos a los Balrogs.
- En Mu Online se puede encontrar balrogs en el nivel más alto de LostTower 7.
- En la serie de videojuegos Street Fighter aparecen un personaje conocido como Balrog en la versión japonesa del juego (Vega en Estados Unidos), y un boxeador llamado Mike Balrog en la versión estadounidense (Mike Bison en Japón).
- En la expansión 'Discordia' del juego de cartas coleccionables Magic: el encuentro se puede encontrar un demonio llamado Rakdos el Profanador, con una apariencia que recuerda a la del Balrog del film "El Señor de los Anillos".
- También en el juego de rol en 2D MapleStory hay balrogs en el viaje a otra isla y un balrog jr. al final de dungeon.y un balrog expedition en el que se puede ir en equipo o solo.
- En el videojuego Golden Sun: La Edad Perdida, para GameBoy Advance, uno de los cuatro grandes enemigos opcionales es el Balrog. Lleva un gran martillo y es capaz de manipular los Djinn de los personajes. Se esconde en el Desierto de Yampi, y custodia la invocación Dédalo.
- El juego de Rol Realms of Arkania: Shadows over Riva aparece un final boss que es un balrog en el interior de una mina de enanos.
- En el videojuego El Señor de los Anillos: la batalla por la Tierra Media II, uno de los poderes del palantir cuando se juega con la raza de Mordor es convocar al Balrog, quien hace su aparición haciendo volar por los aires o petrificando unidades enemigas cercanas. Aquel héroe que logra vencerlo gana la condecoración: «Asesino de Balrog».
- En el videojuego Devil May Cry 4, uno de los primeros jefes de nivel, llamado Berial, está claramente inspirado en el balrog de la trilogía de Peter Jackson, siendo prácticamente idéntico a excepción de que tiene cuatro patas en vez de dos.
- En el videojuego Cave Story uno de los enemigos del juego se llama «Balrog», pero su aspecto es completamente distinto del balrog original.
- En el videojuego World of Warcraft, uno de los boss de la instancia Tierras de Fuego, llamado Baleroc «El Guardián de la Puerta», custodia el acceso al puente de Sulfuron.
- En el videojuego Cabal Online, es el boss final de la mazmorra Volcanic Citadel.
- En el videojuego Kingdom Under Fire: Circle of Doom, es uno de los boss del juego.
- En el cómic Cazador, aparece un Balrog satirizando al demonio de Tasmania, que solo dice malas palabras y groserías.
- En la caricatura The Looney Tunes Show Primera Temporada, episodio 17 titulada "Rebanada de Domingo por la Noche" en la sección musical llamada Melodías Animadas aparece una criatura muy parecida a un Balrog en el segmento titulado "Pato Lucas El Hechicero".
- En la película Las siete aventuras de Simbad, aparece un Balrog cuando el descendiente del legendario Simbad intenta robar las piedras de fuego hasta que, finalmente, fue enterrado por un desprendimiento de rocas provocado por una explosión.

- En el videojuego mmorpg legend of mir 3, aparece un guardián de mazmorra llamado balrog, y otro con el nombre de kinghog con la apariencia de un balrog.

### Primarias
1. ↑  Tolkien, 1977 y sus primeros borradores hablan frecuentemente de los látigos de fuego. Las Baladas de Beleriand describen a los prisioneros de Morgoth torturados por Balrogs con azotes; y el Balrog en Moria (La Comunidad del Anillo, «El Puente de Khazad-dûm») está armado explícitamente con «un látigo de muchas correas» o hebras.
2. ↑  Tolkien, 1984b, «Turambar y los Foalókë», p.85: «...de todos, ellos son los más poderosos [los dragones] con excepción de los Balrog».
3. ↑  Tolkien, 1977,Valaquenta
4. 1 2  Tolkien, 1977, Capítulo 3: Of the Coming of the Elves and the Captivity of Melkor.

### Secundarias
1. ↑  El Silmarillion, "Valaquenta", p. 31.
2. ↑  El Silmarillion, "Quenta Silmarillion", capítulo 3, p. 47.
3. ↑  El Silmarillion, "Quenta Silmarillion", capítulo 3, p. 51.
4. ↑  The Silmarillion, "Quenta Silmarillion", Chapter 13, p. 107.
5. ↑  Las baladas de Beleriand, p.281
6. ↑  El Silmarillion, "Quenta Silmarillion", capítulo 13, p. 242–243.
7. ↑  El Silmarillion, "Quenta Silmarillion", capítulo 14, p. 251.
8. ↑  La Comunidad del Anillo, "El Puente de Khazad-dûm".
9. ↑  «Qué era eso, no puedo imaginarlo, pero nunca me había encontrado con algo semejante. El contraconjuro fue terrible. Casi me hace pedazos. Durante un segundo perdí el dominio de la puerta, ¡que comenzó a abrirse!» Gandalf en El Señor de los Anillos, Libro Segundo, cap. 5 "El Puente de Khazad-Dum".